# Scopula tenuiscripta
Scopula tenuiscripta är en fjärilsart som beskrevs av Louis Beethoven Prout 1917. Scopula tenuiscripta ingår i släktet Scopula och familjen mätare. Inga underarter finns listade.